# Franzani
Franzani is een historisch motorfietsmerk.
De bedrijfsnaam was: Franzani Motorenwerk GmbH, later Franzani Motorradbau, Gottlieb, Düll, Nürnberg.
Dit was een Duits motormerk dat vanaf 1923 283cc-tweetakten bouwde, maar later ook JAP-inbouwmotoren van 198- tot 496 cc toepaste. Tegen het einde was er ook een 497 cc Küchen-motor. Franzani had slechts een beperkte productie, maar overleefde toch de "rampjaren" 1925 en 1926, waarin honderden kleine Duitse merken ten onder gingen. Franzani produceerde tot 1932.